# Ochrotrichia cieneguilla
Ochrotrichia cieneguilla är en nattsländeart som beskrevs av Harris och Dudley Moulton 1993. Ochrotrichia cieneguilla ingår i släktet Ochrotrichia och familjen smånattsländor. Inga underarter finns listade i Catalogue of Life.